# Сабда (Таджикистан)
Сабда́ (тадж. Сабда) — село в районе Рудаки Республики Таджикистан. Входит в состав джамоата (сельской общины) Гулистон района Рудаки.
Находится недалеко от г. Душанбе, на расстоянии 28 км от райцентра (пгт. Сомониён) и 8 км от центра общины (село Гулистон).
Население — 248 чел. (2017).